# LFA 2021
La Temporada 2021 de la LFA sería la sexta edición de la Liga de Fútbol Americano Profesional de México. Al igual que la temporada anterior, esta campaña está conformada por 8 equipos, 2 de la Ciudad de México, 2 del Estado de México, 1 de Coahuila, 1 de Nuevo León, 1 de Puebla y 1 de Querétaro. Se decidió que para esta temporada y debido a la situación financiera provocada por la pandemia Covid-19, el equipo Mayas seguiría en descanso por otro año, así mismo los planes de expansión de la liga serán hasta la temporada 2022.
Nuevamente cada equipo tendrá su propio estadio, además el Tazón México V tendrá una sede neutral aun por definir.
Previo a la temporada 2021, la LFA realizó el draft con los mejores jugadores sénior de las universidades más importantes de México que juegan en la Liga Mayor ONEFA y Liga Premier CONADEIP.
Durante el mes de marzo se llevará a cabo un evento de reclutamiento (Combine) de jugadores mexicanos de la LFA para tener la oportunidad de participar en la Canadian Football League (CFL) para la temporada 2021, en el que competirán las generaciones 2021 y 2020 debido a que el combine de la temporada 2020 se pospuso por la cancelación de la temporada 2020 de la Canadian Football League CFL.
El 8 de abril de 2021, se anuncia la cancelación de la temporada 2021 por parte de la LFA. En la temporada 2022 se llevará a cabo el Tazón México V.

## Equipos participantes
| Equipo          | Entrenador en jefe  | Ciudad                      | Estadio              | Capacidad       | Patrocinador    |
| División Centro | División Centro     | División Centro             | División Centro      | División Centro | División Centro |
| --------------- | ------------------- | --------------------------- | -------------------- | --------------- | --------------- |
| Condors         | Félix Buendía       | Ciudad de México            | Tormenta Negra CSF   | 3,000           |                 |
| Mayas           | César Martínez      | Puebla de Zaragoza, Puebla  | Por definir          | 0,000           |                 |
| Mexicas         | Héctor Toxqui       | Ciudad de México            | Perros Negros        | 3,000           | Electrolit      |
| Osos            | Michel Esquivel     | Toluca, Estado de México    | Plaza EDOMEX         | 3,000           | U Siglo XXI     |
| División Norte  |                     |                             |                      |                 |                 |
| Dinos           | Javier Adame        | Saltillo, Coahuila          | Olímpico de Saltillo | 9,000           |                 |
| Fundidores      | Carlos Strevel      | Monterrey, Nuevo León       | Borregos             | 10,057          |                 |
| Por definir     | Por definir         | Querétaro, Querétaro        | Olímpico Alameda     | 5,000           |                 |
| Raptors         | Guillermo Gutiérrez | Naucalpan, Estado de México | José Ortega Martínez | 3,700           |                 |

## Acontecimientos relevantes
- En 29 de abril de 2020 debido a la Pandemia de Covid-19, la liga da por cancelada la temporada 2020, jugándose hasta la semana 5, y definiendo que no habrá campeón del Tazón México V y este se jugaría en 2021.[5]
- En febrero de 2021 la liga decide unilateralmente separar al equipo de Pioneros de Querétaro de la competición por adeudos, esto ante la falta de pago por el concepto de producción de televisión. El equipo de pioneros no aceptó el descanso de un año para ponerse al corriente y decidió terminar la relación con la liga.
- Debido a las complicaciones económicas derivadas de la pandemia el equipo Artilleros de Puebla decide descansar un año esto en mutuo acuerdo con la liga, para poder recuperarse y poder participar en la temporada 2022.
- La Liga anuncia el regreso de Mayas a la competición luego de haber descansado un año. Debido a la baja de artilleros se decide que Mayas ocupe su lugar en la ciudad de Puebla, y ocupe a los exjugadores de Artilleros si así lo cree necesario.
- Los sábados 27 de febrero y 3 de marzo se llevó a cabo el combine de la CFL en donde 27 jugadores mexicanos de todas las posiciones se probaron en busca de un lugar, esto sin los Coaches de la liga canadiense debido a las restricciones en viajes por la pandemia.

## Cambios
- Entrenadores en Jefe
  - Pioneros: Ricardo Cuanalo sustituyó a Rassielh López (2020: 1-4, último conferencia Norte).
  - Osos: Michel Esquivel sustituyó a Horacio García (2020: 1-4, último conferencia Centro).

## Sistema de competencia

### Organización del calendario
Durante la temporada regular, cada equipo se enfrenta dos veces contra cada equipo de su división, uno como visitante y otro como local (6 partidos divisionales); también se enfrenta una sola vez contra los cuatro equipos de la otra división (4 partidos interdivisionales), dos como local, y otros dos como visitante.
Al finalizar la temporada regular, comienza un torneo de eliminación directa denominado postemporada o playoffs, en el que los dos mejores equipos de cada división se enfrentan entre sí en el Campeonato de División en el estadio del equipo mejor clasificado. Los ganadores de estos partidos pasan al Tazón México.

### Reglas
Las reglas de juego son las mismas de la National Football League, salvo por las siguientes excepciones:
- Los campos de juego pueden tener las hash marks del fútbol americano universitario, es decir, estar a una distancia de 40 pies. Sin embargo, para el Tazón México IV la distancia deberá ser de 18 pies con 6 pulgadas.
- El proceso de recepción no requiere que el jugador haga el movimiento de fútbol americano, solamente que tenga posesión del balón al terminar la jugada (sin importar que lo malabarée).
- El quarterback no tiene permitido usar dispositivos electrónicos en su casco para comunicarse con el plantilla de entrenadores.
- Los entrenadores y jugadores que se encuentren en la banca no tiene permitido usar dispositivos electrónicos tales como tabletas o monitores para revisar las jugadas recientes.

Adicionalmente, cada equipo puede tener hasta cinco jugadores extranjeros de cualquier nacionalidad y dos jugadores canadienses.

### Criterios de desempate
Estos son los criterios de desempate sencillo (dos equipos).
- 1. Quedará mejor clasificado el equipo que haya ganado al resto de los equipos involucrados.
- 2. Juegos entre los equipos.
- 3. Juegos ganados en su división.
- 4. Puntos en contra.
- 5. Diferencia de puntos anotados y recibidos.
- 6. Mayor cantidad de puntos netos en partidos comunes.
- 7. Mayor cantidad de puntos netos en todos los partidos.
- 8. Lanzamiento de la moneda.

### Tope salarial
El tope salarial es de $2,000,000 MXN, aproximadamente $100,000 USD. Hay cuatro niveles salariales, cada uno de los cuales está determinado por la Liga y es invariable para cualquier equipo:
- Nivel 1: jugadores extranjeros, hasta 5 por cada equipo y 2 canadienses, tienen el mayor salario y bonos para vivienda y alimentación.
- Nivel 2: jugadores franquicia, un ofensivo y un defensivo, deben ser mexicanos y tienen el segundo mejor salario.
- Nivel 3: jugadores starters o titulares, de 17 hasta 20 por cada equipo, tienen un salario menor al nivel 2.
- Nivel 4: jugadores de la deep chart, reciben una gratificación simbólica.
- Nivel 5: jugadores del practice squad, reciben una gratificación solo si llegan a jugar.

## Draft
El Draft 2021 fue el primer draft virtual realizadon en toda Latinoamérica, declarándose elegibles más de 70 jugadores sénior de la ONEFA, CONADEIP. El Draft se llevó a cabo el 7 de noviembre mediante una trasmisión en Facebook Live, es las que estaban presentes Jugadores, Directivos y Comentaristas.
| Draft 2021 | Draft 2021 | Draft 2021           | Draft 2021              | Draft 2021 | Draft 2021              | Draft 2021            |
| Rd         | Sel.       | Equipo LFA           | Jugador                 | Pos.       | Universidad             | Conferencia           |
| ---------- | ---------- | -------------------- | ----------------------- | ---------- | ----------------------- | --------------------- |
| 1          | 1          | Osos                 | Maximiliano Lara        | QB         | Borregos ITESM Toluca   | Liga Premier CONADEIP |
| 1          | 2          | Osos vía Pioneros    | Jhovany Haro            | WR         | Borregos ITESM Toluca   | Liga Premier CONADEIP |
| 1          | 3          | Artilleros           | Julio Vázquez           | QB         | Pumas UNAM Acatlán      | Liga Mayor ONEFA      |
| 1          | 4          | Mexicas              | Emilio Fernández        | RB         | Águilas Blancas IPN     | Liga Mayor ONEFA      |
| 1          | 5          | Fundidores           | Diego Avendaño          | DB         | Borregos Salvajes ITESM | Liga Premier CONADEIP |
| 1          | 6          | Fundidores vía Dinos | Javier Soto             | DB         | Borregos Salvajes ITESM | Liga Premier CONADEIP |
| 1          | 7          | Condors              | Francisco Espinoza      | DL         | Pumas CU UNAM           | Liga Mayor ONEFA      |
| 1          | 8          | Raptors              | Andrés Espinosa         | LB         | Borregos Salvajes ITESM | Liga Premier CONADEIP |
| 2          | 9          | Osos                 | Rafael Reyes            | DB         | Borregos ITESM Toluca   | Liga Premier CONADEIP |
| 2          | 10         | Pioneros             | Hermés Mireles          | DL         | Leones UA Querétaro     | Liga Mayor ONEFA      |
| 2          | 11         | Artilleros           | Arturo Galván           | K          | Aztecas UDLA            | Liga Premier CONADEIP |
| 2          | 12         | Mexicas              | Rubén Zendejas          | RB         | Leones UA Norte         | Liga Mayor ONEFA      |
| 2          | 13         | Fundidores           | Marcelo González        | RB         | Auténticos Tigres UANL  | Liga Mayor ONEFA      |
| 2          | 14         | Fundidores vía Dinos | Diego Ibarra            | DL         | Auténticos Tigres UANL  | Liga Mayor ONEFA      |
| 2          | 15         | Condors              | Yoset Hernández         | OL         | Burros Blancos IPN      | Liga Mayor ONEFA      |
| 2          | 16         | Raptors              | Gustavo Pecechea        | WR         | Burros Blancos IPN      | Liga Mayor ONEFA      |
| 3          | 17         | Osos                 | Alejandro Mendoza       | RB         | Borregos ITESM Toluca   | Liga Premier CONADEIP |
| 3          | 18         | Pioneros             | Abraham Ortíz           | DB         | Borregos ITESM Toluca   | Liga Premier CONADEIP |
| 3          | 19         | Artilleros           | José Bustillo           | WR         | Borregos ITESM Puebla   | Liga Premier CONADEIP |
| 3          | 20         | Mexicas              | Leonardo Galindo        | OL         | Borregos ITESM Toluca   | Liga Premier CONADEIP |
| 3          | 21         | Fundidores           | Jorge Luis Villegas     | OL         | Borregos Salvajes ITESM | Liga Premier CONADEIP |
| 3          | 22         | Fundidores vía Dinos | Erick Luján             | QB         | Correcaminos UAT        | Liga Mayor ONEFA      |
| 3          | 23         | Condors              | Carlos Rogelio Velarde  | DL         | Aztecas UDLA            | Liga Premier CONADEIP |
| 3          | 24         | Raptors              | Fernando Razo           | DB         | Borregos ITESM Toluca   | Liga Premier CONADEIP |
| 4          | 25         | Osos                 | José Ángel Morales      | WR         | Águilas Blancas IPN     | Liga Mayor ONEFA      |
| 4          | 26         | Pioneros             | Michelle Pasillas       | LB         | Borregos ITESM México   | Liga Premier CONADEIP |
| 4          | 27         | Artilleros           | Luis Castillo           | OL         | Pumas UNAM Acatlán      | Liga Mayor ONEFA      |
| 4          | 28         | Mexicas              | Francisco Rodríguez     | K          | Burros Blancos IPN      | Liga Mayor ONEFA      |
| 4          | 29         | Fundidores           | Luis Sansores           | LB         | Borregos Salvajes ITESM | Liga Premier CONADEIP |
| 4          | 30         | Fundidores vía Dinos | Jorge Guerra            | DL         | Auténticos Tigres UANL  | Liga Mayor ONEFA      |
| 4          | 31         | Condors              | Carlos Kevin García     | LB         | Burros Blancos IPN      | Liga Mayor ONEFA      |
| 4          | 32         | Raptors              | Jürguen Brandestein     | OL         | Pumas CU UNAM           | Liga Mayor ONEFA      |
| 5          | 33         | Osos                 | Carlos Cuenca           | WR         | Potros Salvajes UAEM    | Liga Mayor ONEFA      |
| 5          | 34         | Pioneros             | Daniel Aparicio         | DB         | Burros Blancos IPN      | Liga Mayor ONEFA      |
| 5          | 35         | Artilleros           | José Ángel Campos       | LB         | Borregos ITESM Puebla   | Liga Premier CONADEIP |
| 5          | 36         | Mexicas              | Álvaro Zerón            | OL         | Leones UA Norte         | Liga Mayor ONEFA      |
| 5          | 37         | Fundidores           | Luis Enrique Luna       | OL         | Correcaminos UAT        | Liga Mayor ONEFA      |
| 5          | 38         | Dinos                | Alejandro Esquer        | QB         | Potros ITSON            | Liga Premier CONADEIP |
| 5          | 39         | Condors              | Aldo Rodríguez          | WR         | Burros Blancos IPN      | Liga Mayor ONEFA      |
| 5          | 40         | Raptors              | Homero Gutiérrez        | WR         | Borregos ITESM México   | Liga Premier CONADEIP |
| 6          | 41         | Osos                 | Alejandro Esli Cornejo  | LB         | Burros Blancos IPN      | Liga Mayor ONEFA      |
| 6          | 42         | Pioneros             | Pick declinado          |            |                         |                       |
| 6          | 43         | Artilleros           | Jorge Ver Armenta       | OL         | Frailes UT              | Liga Mayor ONEFA      |
| 6          | 44         | Mexicas              | Iliehel Dávalos         | LB         | Pumas CU UNAM           | Liga Mayor ONEFA      |
| 6          | 45         | Fundidores           | Alfredo Gutiérrez       | OL         | Borregos Salvajes ITESM | Liga Premier CONADEIP |
| 6          | 46         | Dinos                | Diego Castillo          | LB         | Auténticos Tigres UANL  | Liga Mayor ONEFA      |
| 6          | 47         | Condors              | Luis Alejandro Álvarez  | DL         | Pumas UNAM Acatlán      | Liga Mayor ONEFA      |
| 6          | 48         | Raptors              | Juan Carlos Uribe       | RB         | Pumas UNAM Acatlán      | Liga Mayor ONEFA      |
| 7          | 49         | Osos                 | Benjamín Ávila          | WR         | Borregos ITESM Toluca   | Liga Premier CONADEIP |
| 7          | 50         | Artilleros           | Rodrigo Ramírez         | WR         | Halcones UV             | Liga Mayor ONEFA      |
| 7          | 51         | Mexicas              | Josué Fernando Bermúdez | OL         | Frailes UT              | Liga Mayor ONEFA      |
| 7          | 52         | Fundidores           | Juan Gerardo Treviño    | RB         | Auténticos Tigres UANL  | Liga Mayor ONEFA      |
| 7          | 53         | Dinos                | Pick declinado          |            |                         |                       |
| 7          | 54         | Condors              | Jain Osmar Urrutia      | RB         | Águilas Blancas IPN     | Liga Mayor ONEFA      |
| 7          | 55         | Raptors              | Moisés Daniel Camacho   | OL         | Frailes UT              | Liga Mayor ONEFA      |
| 8          | 57         | Osos                 | Manuel Stelio Sánchez   | LB         | Potros Salvajes UAEM    | Liga Mayor ONEFA      |
| 8          | 58         | Artilleros           | Pick declinado          |            |                         |                       |
| 8          | 59         | Mexicas              | Mariano Valdéz          | OL         | Frailes UT              | Liga Mayor ONEFA      |
| 8          | 60         | Fundidores           | Mario Alberto Estrada   | OL         | Correcaminos UAT        | Liga Mayor ONEFA      |
| 8          | 61         | Condors              | Pick declinado          |            |                         |                       |
| 8          | 62         | Raptors              | Pick declinado          |            |                         |                       |
| 9          | 63         | Osos                 | Edgar Martín Bernal     | RB         | Potros Salvajes UAEM    | Liga Mayor ONEFA      |
| 9          | 64         | Mexicas              | Brandon Cruz            | WR         | Linces UVM              | Liga Mayor ONEFA      |
| 9          | 65         | Fundidores           | Ricardo Aguilar         | K          | Auténticos Tigres UANL  | Liga Mayor ONEFA      |
| 10         | 66         | Osos                 | Mario Alberto Gutiérrez | RB         | Potros Salvajes UAEM    | Liga Mayor ONEFA      |
| 10         | 67         | Mexicas              | Pick declinado          |            |                         |                       |
| 10         | 68         | Fundidores           | Marco Antonio Castro    | WR         | Águilas UACH            | Liga Mayor ONEFA      |
| 11         | 69         | Osos                 | Pick declinado          |            |                         |                       |
| 11         | 70         | Fundidores           | Ricardo Butrón          | WR         | Correcaminos UAT        | Liga Mayor ONEFA      |
| 12         | 71         | Fundidores           | Juan Horacio Laredo     | OL         | Lobos UAC               | Liga Mayor ONEFA      |

     Selecciones complementarias
* A cambio Enrique Yenny (K), Pioneros dio a Osos su primera selección del Draft 2021.
** A cambio del OL René Brassea, Dinos dio a Fundidores su primera y tercera selección del Draft 2021.
*** A cambio de Iván Barragán, Dinos dio a Fundidores su segunda selección del Draft 2021.
*** A cambio del K José Maltos, Dinos dio a Fundidores su cuarta selección del Draft 2021.